# Belső-Somogy
Belső-Somogy a Dunántúli-dombság középtája, kiterjedése 3000 km², átlagos magassága 173,2 méter. A Belső-Somogy főképp homokos síkságokból épül fel, különféle homokformákat találhatunk itt: homokbuckákat, szélbarázdákat, garmadákat, homoklepleket. Talaja barna erdőtalaj, ám mélyebb részein lápos-mocsaras területek is előfordulnak.

## Fekvése
Belső-Somogyot nyugatról a Zalai-dombság, délről a Dráva, keletről a Zselic, északkeletről Külső-Somogy, északról pedig a Balaton határolja. A Dunántúli-dombság része. Kelet–nyugati irányú kiterjedése 40 km, észak–déli kiterjedése 100 km. Legmagasabb pontja 191,6 méter, legalacsonyabb pontja a Barna tó mellett található 104,3 méter tengerszint feletti magasságban. Területén található a Marcali-hát, mely egy 30-40 méteres magasságban kiemelkedő löszhát és két részre osztja a Belső-Somogy felszínét.

## Kialakulása

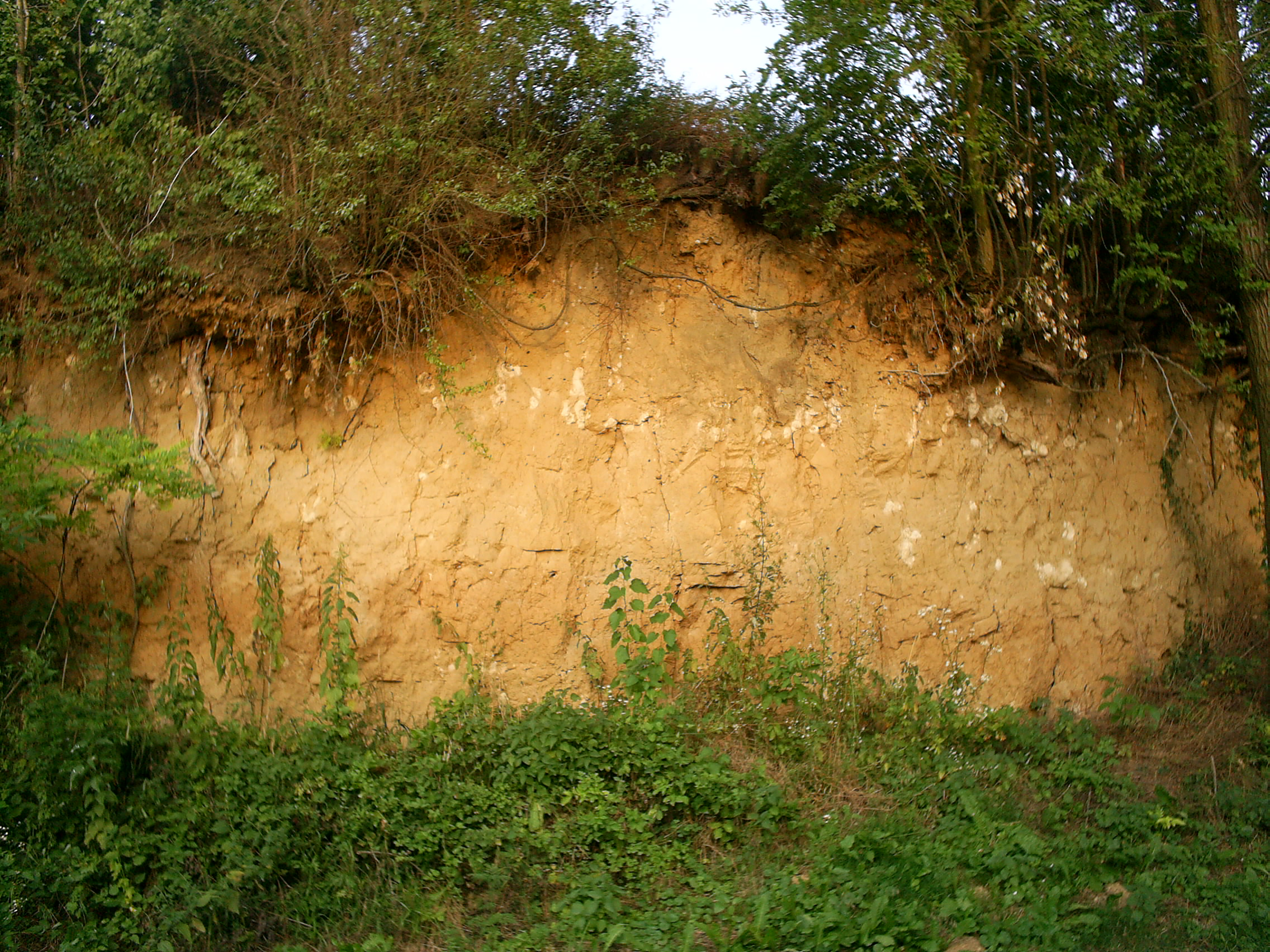
Lösz, a Marcali-hát fő felépítője

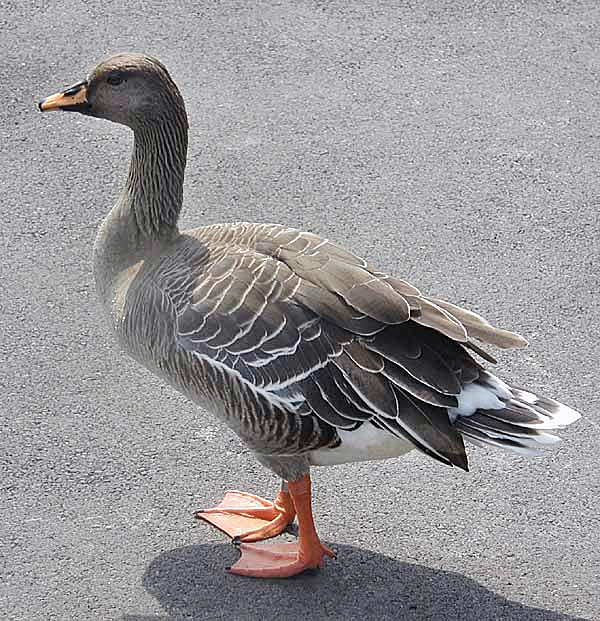
Vetési lúd

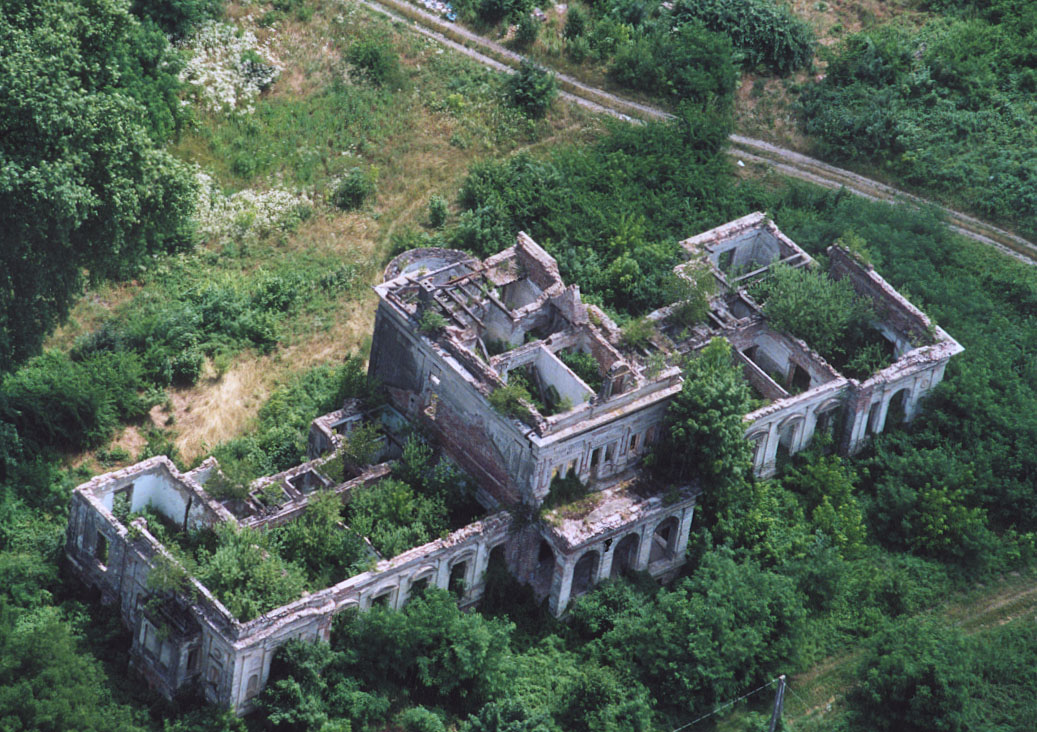
A Kremsier-kastély romjai - Barcs közelében

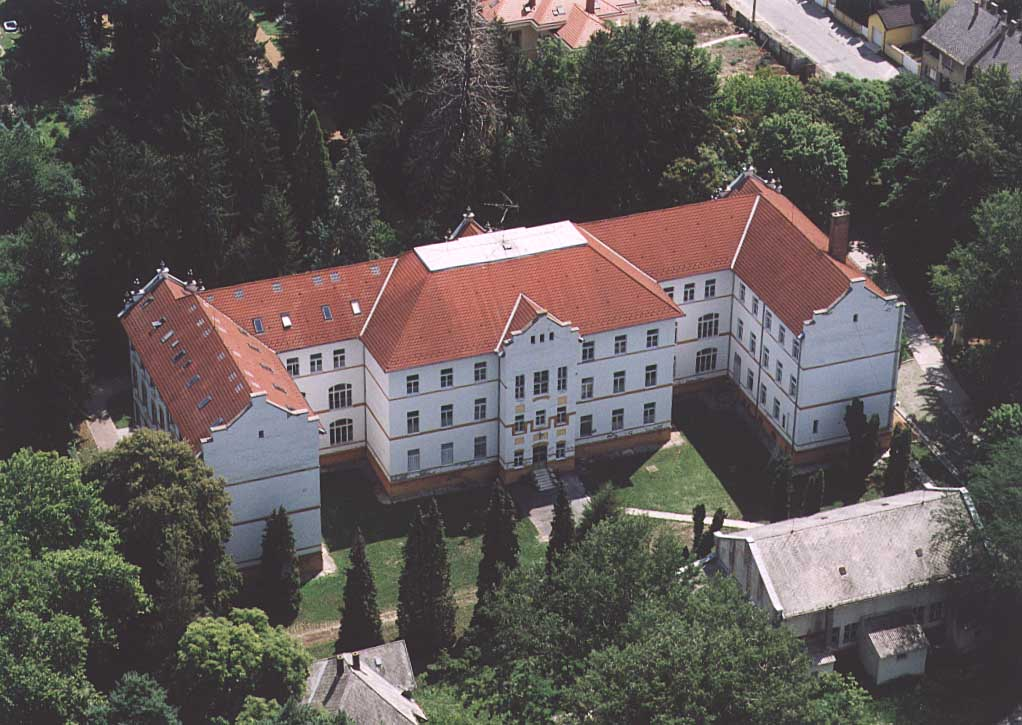
A csurgói református gimnázium épülete

Az újharmadidőszakban a Belső-Somogy területén süllyedés kezdődött meg és tengeri elöntés következett be. A tengerelöntés következtében 100-400 méter üledék képződött. A bádeni korszakban a Belső-Somogy déli része kiemelkedett, az északi területeken továbbra is a tengeri elöntés volt jellemző üledékképződéssel. A szarmata korszakban újabb süllyedés kezdődött, ekkor 100 méter vastagságú üledék képződött. A pliocénben a Belső-Somogy vízborítása kiédesedett, egy beltó alakult ki belőle.
A száraz felszíneken ezzel egy időben megkezdődött a folyóhálózat kialakulása, ekkor még a Duna egyes ágai erre futottak. A felső pliocén korszakban kiemelkedés kezdődött, kialakult a Keszthely-gleichenbergi vízválasztó hátság. A pleisztocénben már a folyók halmozták fel üledékeiket, akár 300 méteres magasságban. A würm korszakban kezdődött meg a területen a futóhomok képződése, átlagos vastagsága 10 méter volt. Majd kialakult a növényzet is, mely megkötötte a homokot.

## Részei
- A Marcali-hátság
- Kelet-Belső-Somogy
- Közép-Dráva völgy
- Nyugat-Belső-Somogy[3]

## Élővilág
A terület madárvilága igen sokszínű, itt fészkel a fekete gólya, a rétisas és cigányréce, valamint a vadludak is erre vonulnak.
Jellemző fajok:
- nagy kócsag (Egretta alba)
- fekete gólya (Ciconia nigra)
- fehér gólya (Ciconia ciconia)
- vetési lúd (Anser fabalis)
- nagy lilik (Anser albifrons)
- nyári lúd (Anser anser)
- cigányréce (Aythya nyroca)
- rétisas (Haliaeetus albicilla)

A Belső-Somogy védett élőlényeinek megóvósára több természetvédelmi területet is kijelöltek, ide tartozik a 16 090 hektár nagyságú Duna–Dráva Nemzeti Park, a 7 833 hektáros Boronka-melléki Tájvédelmi Körzet, a 174 hektáros Baláta-tó, a 424 hektáros Csokonyavisontai fás legelő Természetvédelmi Terület és a 83 hektáros Rinyaszentkirályi erdő Természetvédelmi Terület.

## Társadalomföldrajz
A területen a honfoglalás idején a Horka nevű törzs telepedett le. Később mezővárosok alakultak ki. A török háborúk során súlyos harcok folytak a területén, emiatt lakosságszáma jelentősen csökkent. A lakosság pótlására németek, horvátok, és szlovénok is érkeztek a térségbe. A középkori kontinuitású lakosság „őző” nyelvjárást használt. A XX. század elején a térség központja Csurgó volt.

### Nagyobb települések
Városok:
- Marcali
- Nagyatád
- Barcs
- Csurgó
- Nagybajom

Községek:
- Segesd
- Böhönye
- Lábod
- Berzence